# Holîșivske, Bilopillea
Holîșivske (în ucraineană Голишівське) este un sat în comuna Rîjivka din raionul Bilopillea, regiunea Sumî, Ucraina.

## Demografie
Componența lingvistică a localității Holîșivske
     Ucraineană (72,73%)
     Rusă (27,27%)
Conform recensământului din 2001, majoritatea populației localității Holîșivske era vorbitoare de ucraineană (72,73%), existând în minoritate și vorbitori de rusă (27,27%).